# Stripchat
Stripchat是一个成人色情網站，其特点是用戶可以通过网络攝影機展示自己的裸体和性行為。根据SimilarWeb的数据，该网站每月的平均访问量超过4亿。该网站于2016年首次推出，此后獲得了许多奖项。